# Letis mineis
Letis mineis là một loài bướm đêm trong họ Erebidae.